# Isisaurus
Isisaurus is een geslacht van sauropode dinosauriërs, behorend tot de groep van de Titanosauria, dat tijdens het late Krijt, ongeveer 70 tot 65 miljoen jaar geleden, leefde in het gebied van het huidige India.
Isisaurus is een van de beter bekende leden van de Titanosauria omdat een relatief groot deel van zijn skelet gevonden is.

## Vondst en naamgeving
Tussen 1984 en 1986 vonden er nieuwe opgravingen plaats bij de Dongargaon Hill-vindplaats in de Indiase deelstaat Maharashtra. Daarbij werd een skelet van een nog onbekende sauropode ontdekt.
Isisaurus werd in 1997 door Sohan Lal Jain en Saswati Bandyopadhyay, de leiders van de opgravingen, oorspronkelijk beschreven en benoemd als een soort van Titanosaurus: Titanosaurus colberti. De soortaanduiding eert de Amerikaanse paleontoloog Edwin Harris Colbert. Pas in 2003 werd de soort door Paul Upchurch en Jeffrey Wilson benoemd als een apart geslacht: Isisaurus. De geslachtsnaam verwijst naar het Indian Statistical Institute, waar de beenderen het eerst beschreven werden. Sindsdien is de nieuwe combinatienaam Isisaurus colberti. De typesoort blijft Titanosaurus colberti.
Het holotype, ISI R 335/1-65, is gevonden in een laag van de Lametaformatie die dateert uit het late Maastrichtien, ongeveer zesenzestig miljoen jaar oud. Het bestaat uit een gedeeltelijk en overwegend in verband liggend skelet zonder schedel. Isisaurus is bekend van delen van de wervelkolom waaronder wervels uit de nek, de voorste en achterste rug, het heiligbeen en de voorste en achterste staart, ribben, het hele bekken, een linkerschouderblad, een linkerravenbeksbeen en een linkervoorpoot zonder spaakbeen en hand. De resten werden gevonden op een oppervlakte van drieëntwintig bij acht meter.
In 2013 werd een stuk ellepijp, gevonden bij Salbardi, aan Isisaurus toegewezen.

## Beschrijving
Isisaurus was een middelgrote sauropode, een volwassen exemplaar bereikte een lengte van achttien meter en een gewicht van rond de veertien ton. Isisaurus had vermoedelijk een korte staart en een sterke nek die volgens de beschrijvers sterk opgericht werd gehouden waardoor hij wat op leden van de Brachiosauridae leek, zoals Giraffatitan. De voorpoten van Isisaurus zijn uitzonderlijk lang, vooral in de opperarm die een lengte heeft van 148 centimeter. Als de achterpoten net zo lang waren als bij andere leden van de Titanosauria, zou het schoudergewricht zelfs boven het heupgewricht gelegen kunnen hebben. De schouderbladen staan relatief verticaal en zijn zo verbonden met de voorpoten dat de voorste helft van de romp van het dier hoger was als de achterste helft en hierdoor een naar voren schuin oplopende stand heeft. Isisaurus heeft misschien, net als vele andere leden van de Titanosauria, beenplaten op zijn rug gehad.
Upchurch en Wilson stelden in 2003 enkele unieke afgeleide eigenschappen, autapomorfieën, vast waarin Isisaurus zich van zijn directe verwanten onderscheidt. De halswervels hebben een parapofyse, een gewrichtsvlak voor de onderste ribkop, die de vorm heeft van een liggende ovaal. De wervelbogen van de halswervels hebben richels lopen aan de voorste en achterste basis van het doornuitsteeksel. De allervoorste ruggenwervels hebben een opvallende uitholling op de zijkant die omgrensd wordt door drie richels: tussen het voorste gewricht en de diapofyse, tussen het wervellichaam en het voorste gewricht en ten slotte een voorste richel tussen het wervellichaam en de diapofyse, het gewrichtsvlak voor de bovenste ribkop. De achterste ruggenwervels hebben een diapofyse die boven het niveau van de voorste gewrichtsvlakken ligt. De achterste staartwervels hebben chevrons, onderste uitsteeksels, waarvan de schachten van voren naar achteren afgeplat zijn.

## Levenswijze
Isisaurus leefde in India, dat van het vroege Krijt tot het Paleogeen een eiland was. Isisaurus deelde dit gebied met een mogelijke andere sauropode, Bruhathkayosaurus, en theropoden als Indosuchus en Indosaurus. Isisaurus was een herbivoor die bladeren van bomen at. Dit weet men omdat men in coprolieten bepaalde schimmels vond die enkel groeien op bladeren van bomen.
Mogelijk heeft Isisaurus en alle andere dinosauriërs uit India van het late Krijt de vorming van de Deccan Traps meegemaakt. een van de grootste vulkanische activiteiten in de geschiedenis van de aarde, ongeveer 66 miljoen jaar geleden. Dit was mogelijk samen met de meteoriet die 65,5 miljoen jaar geleden in Yucatán insloeg een van de oorzaken die ervoor zorgde dat de dinosauriërs uitstierven.

## Fylogenie
Jain en Bandyopadhyay plaatsten in 1997 Titanosaurus colberti in de Titanosauridae. Upchurch en Wilson gebruikten dat begrip in 2003 echter niet. Volgens sommige analyses staat Isisaurus binnen de Titanosauria in een vrij afgeleide positie, dicht bij de Saltasauridae.